# Puchar Polski (okręg Gdańsk) w piłce nożnej mężczyzn (2023/2024)
W sezonie 2023/2024 Puchar Polski na szczeblu okręgowym w okręgu Gdańsk składał się z 5 rund, w których wzięło udział zespoły z okręgu gdańskiego. Rozgrywki miały na celu wyłonienie zdobywcy Okręgowego Pucharu Polski w okręgu Gdańsk i uczestnictwo w rozgrywkach szczebla regionalnego województwa pomorskiego w sezonie 2023/2024.

## Zwycięzcy
Zwycięzcami pucharu zostały drużyny:
- Wierzyca Pelplin
- Amator Kiełpino
- Kaszubia Kościerzyna
- Gryf Wejherowo
- Stolem Gniewino
- Gedania Gdańsk
- Chojniczanka II Chojnice
- Czarni Pruszcz Gdański
- Stoczniowiec Gdańsk
- Cartusia Kartuzy

## Uczestnicy
Drużyny grające w klasie A dołączyły w II rundzie. Drużyny grające w klasie okręgowej dołączyły w III rundzie. Drużyny grające w IV lidze dołączyły w IV rundzie. Drużyny grające w III lidze dołączyły w V rundzie.
Drużyny grające w V rundzie to:

- Wikęd II Luzino
- Wierzyca Pelplin
- Amator Kiełpino
- Kolejarz Chojnice
- Kaszubia Kościerzyna
- Radunia II Stężyca
- Sokół Bożepole Wielkie
- Gryf Wejherowo
- Jaguar Gdańsk
- Stolem Gniewino
- Gedania Gdańsk
- KP Starogard Gdański
- Ogniwo Sopot
- Chojniczanka II Chojnice
- Czarni Pruszcz Gdański
- Sporting Leźno
- Respect Przejazdowo
- Stoczniowiec Gdańsk
- Portowiec Gdańsk
- Cartusia Kartuzy

## Finały (V runda)
| Gospodarz              | Wynik | Gość                     |
| ---------------------- | ----- | ------------------------ |
| Wikęd II Luzino        | 0:1   | Wierzyca Pelplin         |
| Amator Kiełpino        | 2:1   | Kolejarz Chojnice        |
| Kaszubia Kościerzyna   | 2:0   | Radunia II Stężyca       |
| Sokół Bożepole Wielkie | 0:3   | Gryf Wejherowo           |
| Jaguar Gdańsk          | 0:2   | Stolem Gniewino          |
| Gedania Gdańsk         | 3:0   | KP Starogard Gdański     |
| Ogniwo Sopot           | 0:1   | Chojniczanka II Chojnice |
| Czarni Pruszcz Gdański | 1:0   | Sporting Leźno           |
| Respect Przejazdowo    | 2:3   | Stoczniowiec Gdańsk      |
| Portowiec Gdańsk       | 1:6   | Cartusia Kartuzy         |